# 밥 포스터

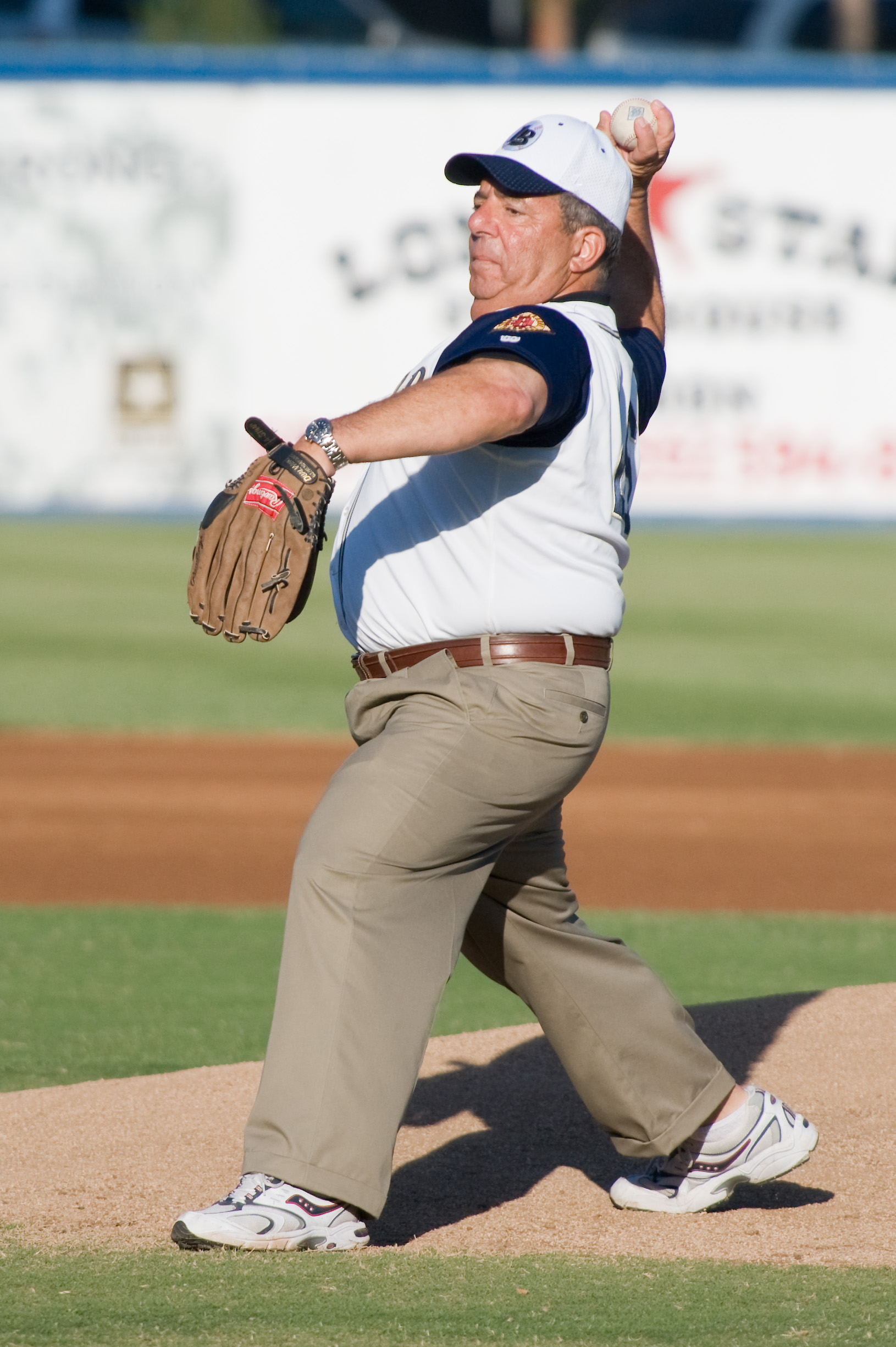

로버트 "밥" 포스터(영어: Robert "Bob" Foster, 1947년 1월 1일 ~ )는 미국 캘리포니아주 롱비치의 시장이다.

## 생애
밥 포스터는 1947년 1월 1일 미국 뉴욕의 브루클린에서 태어났다. 산호세주립대학교에 입학하고, 행정학을 전공했다. 대학 졸업 후. 캘리포니아주 상원의원으로 일하기 시작했다. 1998년 캘리포니아주립대학의 이사로 있었고 2002년부터 2006년까지 SCE사에서 회장으로 있었으며, 2006년 롱비치의 27대 시장이 되었다.